# Louise Nevelson
Louise Nevelson, née Leah Berliawsky le 23 septembre 1899 à Pereïaslav, dans le gouvernement de Poltava, en Ukraine, et morte le 17 avril 1988 à New York, aux États-Unis, est une sculptrice américaine d'origine ukrainienne.

## Biographie

### Débuts
Née en Ukraine en 1899,, elle arrive avec sa famille à l'âge de 6 ans aux États-Unis.  Son nom de jeune fille est Berliawsky. Elle grandit dans un milieu modeste à Rockland, dans le Maine et se passionne pour les arts. 
À la suite de son mariage avec Charles Nevelson en 1920, heureuse de quitter la petite ville où elle vit et de s'installer à New York, elle commence l'apprentissage du dessin, de la peinture, du chant mais aussi de l'art dramatique. À la fin de cette même année, elle suit des cours de peinture à l'Art Students League of New York. 
Divorcée en 1931, elle voyage seule en Europe dans les années 1930 et se consacrer pleinement aux activités artistiques,. Elle travaille avec Hans Hofmann à Munich en 1931 et découvre l'art africain, puis, revenu en Amérique, à New York puis à Mexico, elle travaille en tant qu'assistante de Diego Rivera.

## Créations
Dès 1933, elle expose des peintures et des estampes, et se tourne vers la sculpture. Dans les années 1940, elle réalise sa première exposition personnelle à la galerie Nierendorf de New York. De 1949 à 1950, elle étudie la terre cuite, l'aluminium, le bronze au Sculpture Center, puis elle étudie la gravure avec Stanley William Hayter. Dans les années 1950, ses sculptures s'apparentent à des constructions de grandes dimensions en bois,. En 1959, le Museum of Modern Art (MoMA) l’expose dans l'exposition Sixteen Americans . Elle y est la figure tutélaire de jeunes artistes comme Jasper Johns, Robert Rauschenberg ou Frank Stella. En 1962, elle est choisie pour représenter les États-Unis à la biennale de Venise, puis expose deux ans plus tard à la Documenta. En 1966, elle fabrique avec de l'aluminium ses premières sculptures métalliques. En 1979, elle devient membre de l'American Academy and Institute of Arts and Letter. Elle a joué un rôle majeur dans l'histoire de la sculpture moderne aux États-Unis.
Louise Nevelson meurt le 17 avril 1988 à New York,.

## Postérité
En 1972, elle est incluse dans la partie centrale de Some Living American Women Artists, un collage féministe de Mary Beth Edelson.
Mercedes Ruehl joue en 2008 le rôle de Louise Nevelson dans la pièce d'Edward Albee Occupant au Signature Theater de New York.